# SAYONARAの理由/ボクニデキルコト
「SAYONARAの理由／ボクニデキルコト」（サヨナラのワケ／ボクニデキルコト）は2006年2月1日に発売された德永英明の35枚目のシングル。

## 概要
「君は君でいたいのに/壊れかけのRadio」以来、2年4か月ぶりのダブル表題曲シングル。

## パッケージ仕様
通常盤と期間限定盤の2形態で発売。期間限定盤は同年6月30日迄の限定生産。収録曲数が異なり「ガイキング」のジャケット仕様である。

## ミュージック・ビデオ
ミュージック・ビデオの監督は「SAYONARAの理由」「ボクニデキルコト」共にHiguchinskyが担当。

## 収録曲
全曲作詞：MIZUE　作曲：德永英明　編曲：坂本昌之

### 通常盤
1. SAYONARAの理由(4:56)
2. ボクニデキルコト(5:13)
3. SAYONARAの理由（instrumental）(4:56)
4. ボクニデキルコト （instrumental）(5:11)

### 期間限定盤
1. ボクニデキルコト(5:13)
2. SAYONARAの理由(4:56)
3. ボクニデキルコト（instrumental）(5:11)

## タイアップ
- ボクニデキルコト：テレビ朝日系アニメ「ガイキング LEGEND OF DAIKU-MARYU」1-26話エンディングテーマ

## 収録アルバム

### SAYONARAの理由
- ベスト『BEAUTIFUL BALLADE』（2006年2月22日）

### ボクニデキルコト
- ベスト『BEAUTIFUL BALLADE』（2006年2月22日）※Ballade Ver.
- ベスト『SINGLES B-side BEST』（2008年8月13日）